# Secqueville-Hoyau

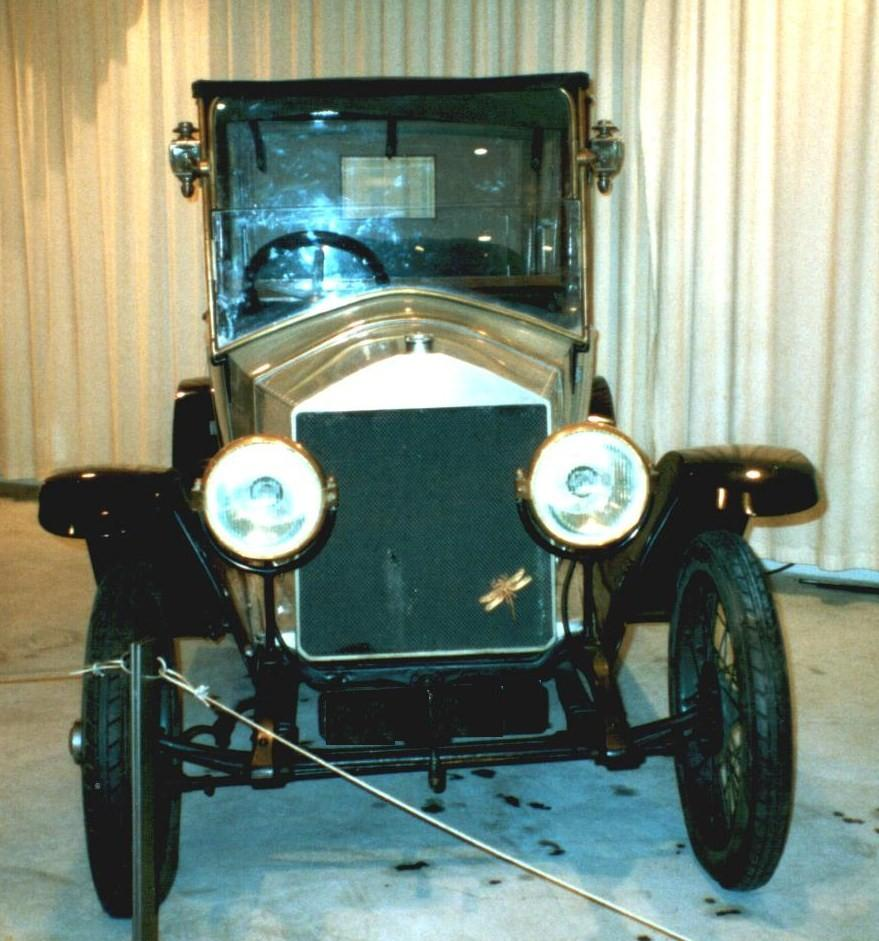
Secqueville-Hoyau von 1920

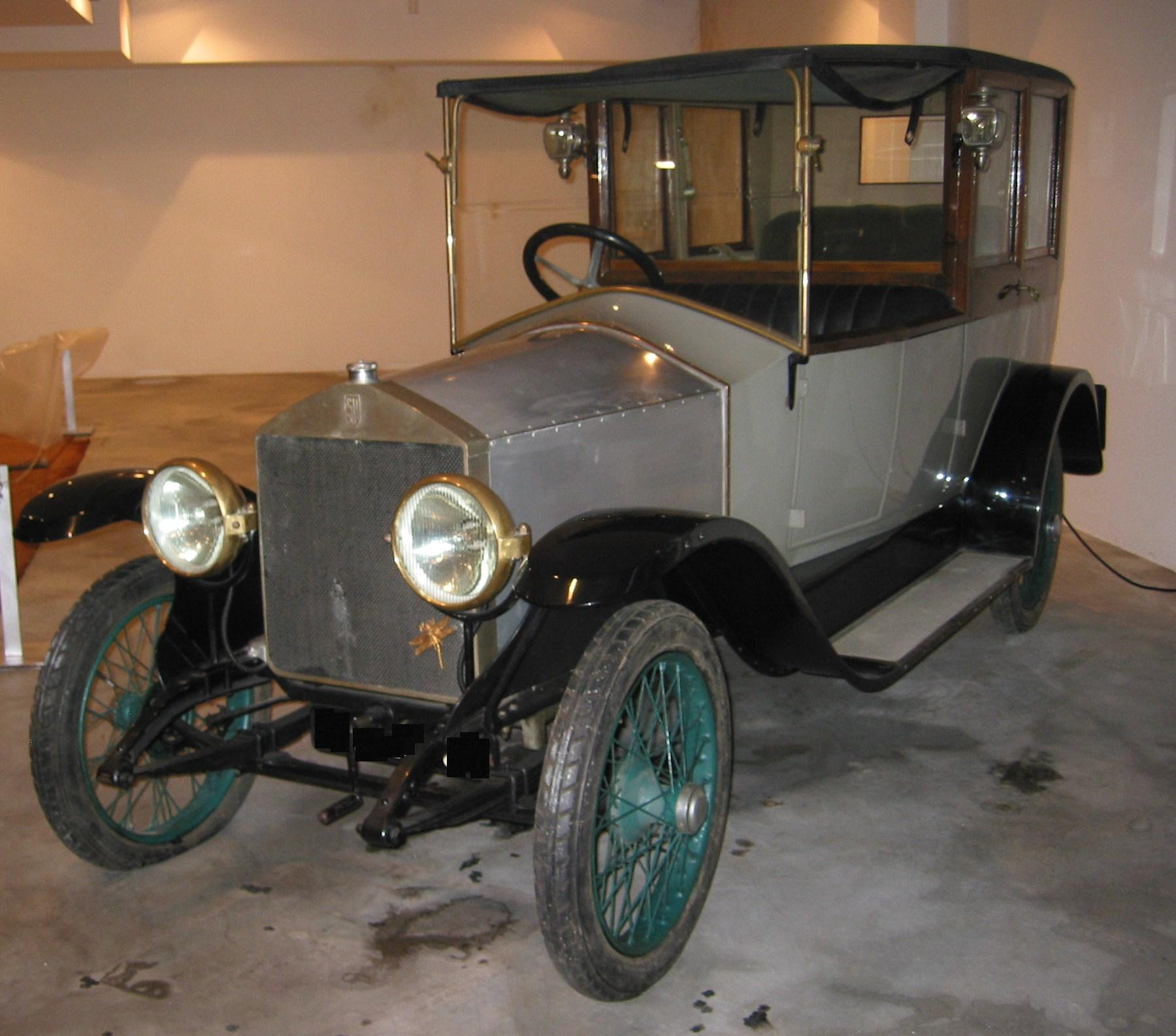
Secqueville-Hoyau von 1920

Die SA des Anciens Établissements Secqueville-Hoyau war ein französischer Hersteller von Automobilen.

## Unternehmensgeschichte
Alfred Secqueville und Gaston Hoyau gründeten 1911 in Gennevilliers das Unternehmen zur Produktion von Flugmotoren und Propellern. 1919 kam der Automobilenbau dazu. Der Markenname lautete Secqueville-Hoyau. Porney war der Konstrukteur. 1923 endete die Produktion und 1924 der Verkauf der letzten Fahrzeuge. Insgesamt entstanden etwa 500 Fahrzeuge.

## Fahrzeuge
Das einzige Modell war der 10 CV. Er war mit einem Vierzylindermotor mit seitlichen Ventilen und 1244 cm³ Hubraum mit 60 mm Bohrung und 110 mm Hub ausgestattet. Der Motor hatte eine effektive Leistung von 18 HP bei 2500/min. Das Getriebe verfügte über vier Gänge. Das Chassis wog 500 kg. Besonderheit war der elektrische Anlasser. Zur Wahl standen drei Radstände von 2386 mm, 2690 mm und 2893 mm sowie die Karosserieformen dreisitziger Torpedo, viersitziger Tourenwagen, Limousine und Coupé de Ville. Die Bereifung hatte eine Größe von 710 × 90. Die Höchstgeschwindigkeit lag bei 60 km/h. Der Verbrauch lag bei 8 Liter auf 100 km. Der Neupreis lag mit 20.000 Französischen Franc relativ hoch, denn vergleichbare Fahrzeuge kosteten 13.500 bis 15.000 Franc.
Zum Pariser Autosalon im Oktober 1923 stellte die Firma auf dem langen Chassis von 2893 mm zwei weitere Typen vor: einen mit Vierzylindermotor und 1460 cm³ Hubraum (Bohrung × Hub 65 × 110 mm), einen mit Sechszylindermotor von 1696 cm³ (Bohrung × Hub 60 × 100 mm). Zu einer Serienproduktion dieser neuen Typen kam es nicht mehr.
Ein Fahrzeug dieser Marke von 1920 ist im Museu do Automóvel Fafe in Fafe zu besichtigen. Ein weiteres Fahrzeug von 1922 existiert noch mit dem britischen Kennzeichen XL 595. Es wurde 1995 für 10.350 Pfund Sterling versteigert.